# 吉姆·米德尔贝格
吉姆·米德尔贝格（荷蘭語：Jim Middelburg，1993年1月6日—），荷蘭男子羽毛球運動員，擅長雙打項目。

## 簡歷
2011年7月，吉姆·米德尔贝格代表荷蘭出戰芬蘭萬塔舉行的歐洲青年羽毛球錦標賽，在混雙賽事與苏拉娅·德维什·艾贝尔根合作贏得銅牌。翌年4月，二人又在荷蘭國際賽中，打進混雙準決賽。其後，米德尔贝格開始與荷蘭國家羽毛球隊的老將鲁德·博世搭檔男雙，曾在2012年匈牙利羽毛球國際賽贏得冠軍。

## 主要比賽成績
只列出曾進入準決賽的國際賽事成績：
| 年份   | 賽事                 | 公開賽級別 | 項目     | 拍檔                   | 成績   |
| ------ | -------------------- | ---------- | -------- | ---------------------- | ------ |
| 2011年 | 歐洲青年羽毛球錦標賽 | 其他       | 混合雙打 | 苏拉娅·德维什·艾贝尔根 | 季軍   |
| 2012年 | 荷蘭羽毛球國際賽     | 國際挑戰賽 | 混合雙打 | 苏拉娅·德维什·艾贝尔根 | 準決賽 |
| 2012年 | 比利時羽毛球國際賽   | 國際挑戰賽 | 男子雙打 | 鲁德·博世              | 準決賽 |
| 2012年 | 匈牙利羽毛球國際賽   | 國際系列賽 | 男子雙打 | 鲁德·博世              | 冠軍   |
| 2017年 | 荷蘭羽毛球國際賽     | 國際系列賽 | 男子雙打 | 罗素·蒙斯              | 亞軍   |
| 2017年 | 荷蘭羽毛球國際賽     | 國際系列賽 | 混合雙打 | 米凯·哈尔克马          | 亞軍   |

| 2007-2017年 | 首要超級賽 | 超級賽 | 黃金大獎賽 | 大獎賽 | 國際挑戰賽 | 國際系列賽 | 未來系列賽 | 其他 |

| 2018-2026年 | 總決賽 | 超級1000賽 | 超級750賽 | 超級500賽 | 超級300賽 | 超級100賽 | 國際挑戰賽 | 國際系列賽 | 未來系列賽 | 其他 |

## 外部連結
- 吉姆·米德尔贝格的Facebook專頁